# مرحلة المجموعات في دوري أبطال أوروبا 2021–22
بدأت مرحلة المجموعات لدوري أبطال أوروبا 2021–22 في 14 سبتمبر 2021 وانتهت في 9 ديسمبر 2021. تنافس ما مجموعه 32 فريقًا في مرحلة المجموعات لتحديد 16 مركزًا في مرحلة خروج المغلوب من دوري أبطال أوروبا 2021–22.